# Einar Sæbø
Einar Sæbø (Årdal, 29 maggio 1960 – Stavanger, 6 novembre 2019) è stato un calciatore norvegese, di ruolo difensore.

## Carriera

### Club
Sæbø ha vestito la maglia dello Jotun, prima di passare al Viking. Ha giocato 4 partite nelle competizioni europee per club: la prima di queste è datata 17 settembre 1980, quando è stato schierato titolare nella sconfitta interna per 2-3 contro la Stella Rossa, sfida valida per l'edizione stagionale della Coppa dei Campioni. Sæbø ha contribuito al successo finale nella 1. divisjon 1982 ed è rimasto in squadra fino al 1984, totalizzando 64 presenze ed una rete in campionato. Successivamente, è passato al Vidar, dov'è rimasto fino al 1988.

### Nazionale
Ha rappresentato la Norvegia a livello Under-16 ed Under-19.

## Palmarès

### Club
- Campionato norvegese: 1

Viking: 1982